# Eros Roma Live
Eros Roma live è un doppio album dal vivo del cantautore Eros Ramazzotti, pubblicato nel 2004.
Documenta concerto allo Stadio Olimpico di Roma svoltosi il 7 luglio 2004.
È stata pubblicata anche una versione in DVD.

## Tracce

### CD 1
1. L'ombra del gigante - 6:51
2. Terra promessa - 4:01
3. Stella gemella - 4:44
4. Una storia importante - 4:30
5. Favola - 6:29
6. L'aurora - 4:57
7. Musica è - 8:32
8. Adesso tu - 3:11
9. Un'altra te - 4:23
10. Cose della vita - 5:19
11. Solo ieri - 4:09

### CD 2
1. Quanto amore sei - 4:21
2. Più che puoi (feat. Roberta Granà) - 4:14
3. Amarti è l'immenso per me (feat. Antonella Bucci) - 3:07
4. Ti vorrei rivivere - 6:08
5. Se bastasse una canzone - 5:47
6. Piccola pietra - 4:01
7. Un attimo di pace - 4:34
8. Dove c'è musica - 4:44
9. Un'emozione per sempre - 4:57
10. Falsa partenza - 8:25
11. Più bella cosa - 5:04
12. Fuoco nel fuoco - 8:18

## Edizione su DVD

### DVD 1
Comprende le tracce dei due album in successione e nello stesso ordine

### DVD 2
Contiene il dietro le quinte del concerto, le comunicazioni da Mosca a Buenos Aires, e il contenuto per i bambini al Mediolanum Forum di Milano.
- Roma 7 luglio 2004 dietro le quinte
- Da Mosca a Buenos Aires
- Solo per i bambini, Milano Forum 31 marzo 2004